# Psalm 91

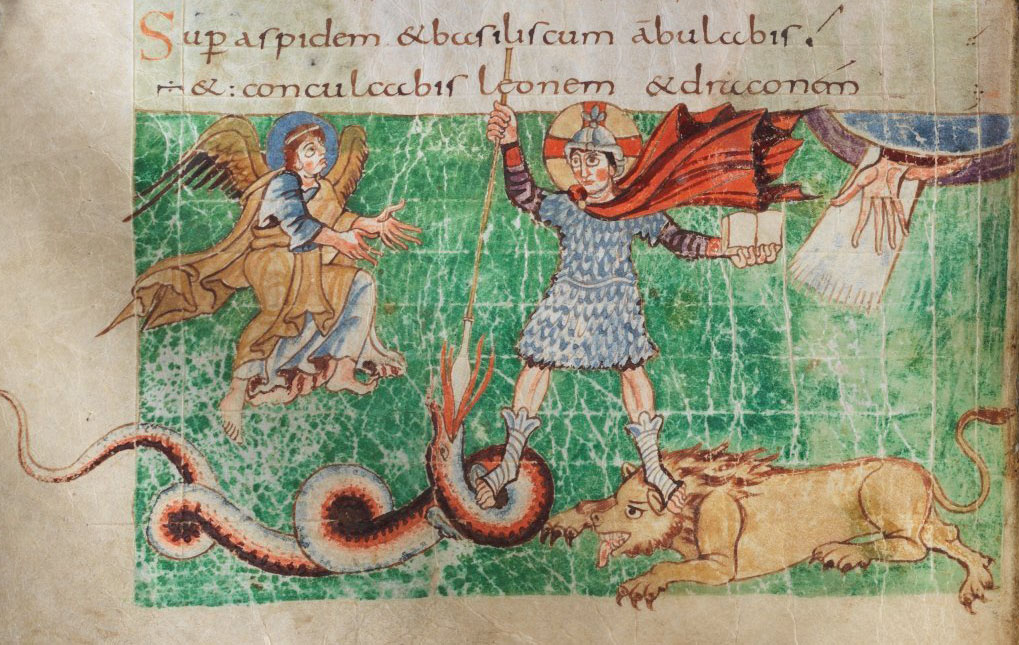
Illustration zu : Christus tritt Löwe und Drachen nieder (Stuttgarter Psalter, fol.23)

Der 91. Psalm (nach griechischer Zählung der 90.) ist ein Trostpsalm in Gedichtform, der zum Vertrauen auf Gott aufruft.
Das Gedicht wurde anscheinend im Kriegslager verfasst, auf dem Kämpfe und Seuchen drohten (Ps 91,3–8 ). Nach Psalm 34 ist dies der zweite Psalm, der Engel als Behüter der Gottesfürchtigen beschreibt. Die Verse 11 und 12 werden durch Satan bei der Versuchung Jesu zitiert (Mt 4,6 ).

## Überschrift
In der Hebräischen Bibel hat Psalm 91 keine Überschrift. Da Psalm 90 Mose zugeordnet wird, nimmt die rabbinische Tradition auch für die folgenden, überschriftlosen Psalmen an, dass es Mosekompositionen seien. So heißt es im Midrasch Tehillim: „Mose hat elf Psalmen verfasst, entsprechend den elf Stämmen.“ David habe diese Psalmen des Mose gefunden und in sein Psalmbuch aufgenommen, so der Babylonische Talmud (Bava batra 14b).
In der griechischen Septuaginta hat der Psalm dagegen die Überschrift: „Ein Loblied, bezogen auf David.“

## Gliederung
Der Psalm lässt sich in drei Teile gliedern, entsprechend dem Wechsel der Sprechrichtungen:
- Verse 1–2: Das Ich spricht JHWH im Gebet vertrauensvoll als seine Zuflucht an.
- Verse 3–13: Darauf wird dem Beter von einem zweiten Sprecher Gottes Schutz verheißen.
- Verse 14–16: In direkter Gottesrede erfolgt die Bestätigung dieser Verheißung.

Die wechselnden Sprechrichtungen machen einen performativen Eindruck, doch ist der Psalm so offen formuliert, dass ganz unterschiedliche Anlässe denkbar sind: Vorgeschlagen wurden ein Reinigungsritual, ein Segen, ein Orakel, das dem König einen militärischen Sieg ankündigt, ein Dankgebet nach Genesung, eine Tempeleinlassliturgie, eine Bitte um Tempelasyl, ein Krönungsritual oder das Gebet eines Menschen, der zum Judentum konvertiert ist. Sigmund Mowinckel vermutete, der Psalm sei Teil eines Krankenheilungsrituals, während Hermann Gunkel mit der Möglichkeit rechnete, dass die Formen der Liturgie im Psalm nur nachgeahmt werden und an Psalm 91 den „unüberbietbaren Ausdruck des Individualismus“ schätzte.

## Psalm 91 im Kontext des Psalters
In der Exegese besteht weitgehender Konsens, dass die Psalmen 90 bis 92 eine kleine, zusammengehörige Gruppe bilden, ein „mosaisches Mustergebetbuch“ (Egbert Ballhorn). Es lassen sich mehrere Bezüge zwischen Psalm 91 und dem Lied des Mose (Deuteronomium, Kapitel 32) aufzeigen. Beispielsweise ist hebräisch אברה ’ævrāh  „Schwungfeder, Schwinge“ nur in Ps 91,4  und Dtn 32,11  eine Metapher für Gottes Schutz, in beiden Fällen verbunden mit dem Lexem hebräisch כנפים kənāfajim „Flügel“.

## Wirkungsgeschichte
In der Antike ist der apotropäische Gebrauch von Psalm 91 breit bezeugt. Formulierungen wie „Schrecken der Nacht“ (V.5) oder „Seuche, die wütet am Mittag“ (V.6) wurden auf die Dämonen bezogen, von denen man sich umgeben und bedroht fühlte. In diesem Sinn wird Psalm 91 in 11Q Apocryphal Psalms unter den Schriftrollen vom Toten Meer zitiert. Die Übersetzung ins Griechische verstärkte dieses Textverständnis:
„Du wirst dich nicht fürchten vor nächtlichem Schrecken,

vor einem Pfeil, der am Tag fliegt,

vor einer Tat, die in Finsternis einhergeht,

vor einem Unglück und einem Mittagsdämon.“
In den synoptischen Evangelien (Mt 4,6  par.) ist es der Diabolos selbst, der Psalm 91 anführt, um Jesus zu versuchen. Das Matthäusevangelium stellt Jesus als Gottessohn und Davidssohn dar, der sich jederzeit auf Gottes Schutz verlassen kann. Aber Jesus weist es von sich, „den Vater mutwillig zum rettenden Eingreifen zu nötigen“.
Der apotropäische Gebrauch macht Psalm 91 (nach griechischer Zählung: Psalm 90) zu dem Bibeltext, der durch archäologische Artefakte für die Antike am häufigsten bezeugt ist, sei es der ganze Psalmtext oder nur die Anfangsworte. Man findet ihn als Inschrift auf Wänden und Gräbern, auf Schmuckstücken, Holztäfelchen, Papyrus- und Pergamentstücken.
Dem rabbinischen Midrasch zufolge verfasste Mose Psalm 91, um sich bei seinem Aufstieg zu Gott gegen dämonische Angriffe zu schützen. Sefer Shimmush Tehillim, Raschi und Rabbi Moses Zacuto empfahlen den hebräischen Psalmtext bei Exorzismen zu verwenden; er sollte auch auf magische Weise ein Entkommen aus einem Gefängnis ermöglichen. Sowohl jüdische als auch christliche Quellen stimmen darin überein, dass es gut sei, diesen Psalm täglich zu beten. Im Judentum gehörte der Psalm schon früh zu den Morgengebeten an Schabbat und Feiertagen; ebenfalls früh bezeugt ist der Brauch, dass der Trauerzug bei einer Beerdigung mehrmals anhält, um Psalm 91 zu rezitieren. Im Christentum ist Psalm 91 seit der Spätantike als Nachtgebet bezeugt (Cassiodor, Caesarius von Arles, Benedikt von Nursia). Im orthodoxen Stundengebet dagegen wird dieser Psalm wegen seiner Erwähnung des Mittagsdämons in der Mittagshore gebetet.

### Liturgische Rezeption
- Der Introitus zum 1. Fastensonntag ist dem Psalm 91 entnommen. (Ps. 91, 15–16)
- Im  Stundengebet der römisch-katholischen Kirche ist Psalm 91 Teil der Komplet am Sonntag.
- Psalm 91 begleitet bei der jüdischen Bestattung auf dem Friedhof das Trauergefolge.

### Musikalische Rezeption
- Cornelius Becker schrieb den Psalm 91 in Gedichtform unter dem Titel Wer sich des Höchsten Schirm vertraut.
- Paul Gerhard verfasste das Psalmlied Wer unterm Schirm des Höchsten sitzt.
- Sebald Heyden dichtete das Psalmlied Wer in dem Schutz des Höchsten ist.
- Carl Friedrich Ludwig Hellwig komponierte 1814 für die Berliner Singakademie Psalm 91 „Wer unter dem Schirme“ für 6 Solostimmen und Chor. 1823 versah er das Werk mit 2 Violinen, Bratsche und Cello, 1831 komponierte er dazu eine Schlussfuge.
- Giacomo Meyerbeer vertonte den wortgewaltigen Psalm 1853 für zwei vierstimmige Chöre (mit Soli) als Auftragskomposition Friedrich Wilhelms IV. für den neu gegründeten Staats- und Domchor. UA am 8. Mai 1853 in der Friedenskirche zu Potsdam
- Felix Mendelssohn Bartholdy komponierte einen Satz mit zwei Versen des Psalms 91 für sein Oratorium Elias.
- Johann Hermann Schein vertonte den Psalm 91 unter dem Titel Wer unter dem Schirm des Höchsten sitzt als Motette.
- Der Titel von Sinéad O’Connors Album The Lion and the Cobra stammt aus Psalm 91 („Über Löwen und Ottern wirst du gehen“), das Lied „Never Get Old“ beginnt zudem mit einem Rezitativ dieses Psalms in Gälisch durch die Sängerin Enya.